# 中国共产党的七十年
《中国共产党的七十年》，近四十八万字，中共中央党史研究室著，胡绳主编，金冲及、龚育之、沙健孙、郑惠、王梦奎参与编写。1991年8月出版。

## 内容
提出了“两个倾向说”，即“文革”前十年存在正确倾向和错误倾向，最终错误倾向压倒正确倾向，导致了文革。

## 历史
1990年3月举行的全国党史工作部门负责人座谈会上，提出尽快编写一部好的中共党史。中共中央党史研究室5月开始编写，年底写出初稿。1991年8月中共中央党史工作领导小组审议并批准出版。

## 扩展阅读
- 金冲及编，《一本书的历史：胡乔木、胡绳谈〈中国共产党的七十年〉》，中央文献出版社，2014年